# Here
HERE (раніше Nokia Maps (2011-2012), Ovi Maps (2007-2011), HERE, a Nokia business (2011-2015)) — картографічний сервіс, який належить консорціуму, в який входять компанії AUDI AG, BMW Group і Daimler AG; використовується в численних пакетах програмного забезпечення, включаючи системи навігації (з найважливіших: Garmin, BMW, Nissan); доступний для веббраузерів і телефонів на різних платформах. Карти включають такі функції, як пошук по мапі, супутникові мапи, побудова маршрутів, 3D-мапи, відображення пробок в реальному часі.
Here maps присутні в приблизно 200 країнах, пропонуючи навігацію голосовими підказками в 94 країнах. Також надає інформацію про затори в 33 країнах і має внутрішні карти приблизно 49 000 будинків в 45 країнах.
Сервіс HERE багато в чому ґрунтується на технології фірми Navteq, яку Nokia купила в 2007/2008 році.

## Історія
Картографічний сервіс Nokia почав функціонувати в 2001 році як Smart2Go. У жовтні 2007 року мапи були перейменовані в Ovi Maps, коли Nokia за 5,4 млрд євро придбала американську компанію Navteq — провідного в світі виробника цифрових мап і інших даних для геоінформаційних систем. У квітні 2011 року Nokia випустила бета-версію 3D-мап.
У травні 2011 Ovi Maps були перейменовані в Nokia Maps. У жовтні 2011 Nokia оголосила про випуск карт для Windows Phone 7, які стали доступні для лінійки телефонів Nokia Lumia.
У листопаді 2012 року Nokia оголосила про ребрендинг своєї картографічної служби як «Here» і випустила безкоштовний клієнт на iOS.
3 серпня 2015 року було оголошено про те, що компанія Nokia досягла домовленості з автовиробниками Німеччини Daimler AG, BMW і Audi про покупку ними сервісу Nokia Here за 2,8 млрд євро. Планується, що операція буде закрита на початку 2016 року.
7 грудня 2015 року операція була завершена.

## Доступність

### Windows Phone 8
У лютому 2013 року Nokia оголосила, що Here Maps, Here Drive і Here Transit будуть доступні на всіх Windows Phone 8 пристроях в магазині Windows Phone. Пропозиція доступна в США, Канаді, Мексиці, Сполученому Королівстві, Франції, Німеччини, Італії, Іспанії, Україні, Білорусі та Росії.
Here має наступні додатки, доступні на смартфонах Nokia Lumia з Windows Phone 8:
- Here Maps;
- Here Drive;
- Here Transit;
- Here City Lens + LiveSight.

### Android, iOS
У листопаді 2012 року Nokia оголосила, що хоче відкрити Here для всіх мобільних платформ. З недавніх пір компанія випускає телефони серії X з встановленим в якості операційної системи Android. У цих телефонах також присутні повнофункціональні додатки навігації.

### HTML5 и Firefox OS
У лютому 2013 року були анонсовані Here для Firefox OS.

### Here.com
Here.com еволюціонували з maps.ovi.com, а потім з maps.nokia.com. Мапи працюють на всіх основних браузерах, виняток становить Internet Explorer 6, який не підтримується.
Сайт Here.com пропонує:
- Підтримка маршрутів між декількома точками;
- 3D-карти 25 міст;
- Пошук громадського транспорту;
- і багато іншого.

Місця розташування, доступні в 3D:

| Країна          | Міста                                                                   |
| --------------- | ----------------------------------------------------------------------- |
| Австралія       | Мельбурн, Сідней                                                        |
| Австрія         | Відень                                                                  |
| Канада          | Торонто                                                                 |
| Чехія           | Прага                                                                   |
| Данія           | Копенгаген                                                              |
| Фінляндія       | Гельсінкі                                                               |
| Німеччина       | Берлін                                                                  |
| Італія          | Флоренція, Мілан, Рим, Венеція                                          |
| Норвегія        | Осло                                                                    |
| ПАР             | Кейптаун                                                                |
| Іспанія         | Барселона, Мадрид                                                       |
| Швеція          | Стокгольм                                                               |
| Велика Британія | Лондон                                                                  |
| США             | Бостон, Лас-Вегас, Чикаго, Лос-Анджелес, Маямі, Нью-Йорк, Сан-Франциско |
| Ватикан         | Ватикан                                                                 |
| Казахстан       | Алмати                                                                  |

### Trapster
Карти HERE Maps також є основою популярного соціального сервісу для водіїв Trapster, що нараховує близько 21 млн учасників.